# Doubravy
Obec Doubravy se nachází v okrese Zlín ve Zlínském kraji. Žije zde 601 obyvatel.

## Historie
První písemná zmínka o obci pochází z roku 1406.

## Pamětihodnosti
- Zvonice
- špýchar u čp. 21

## Galerie

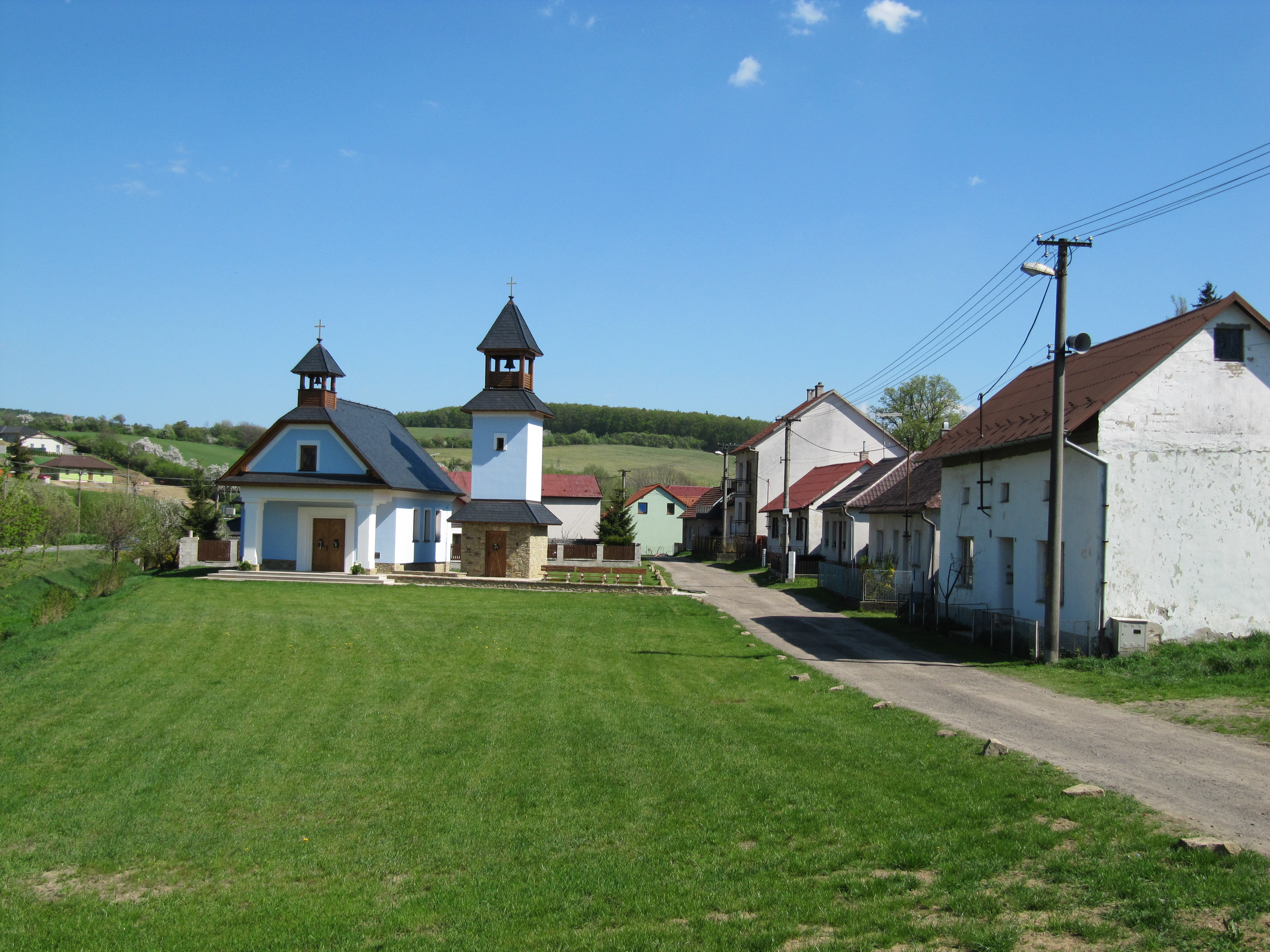
Náves s kaplí svatého Vojtěcha z roku 2011
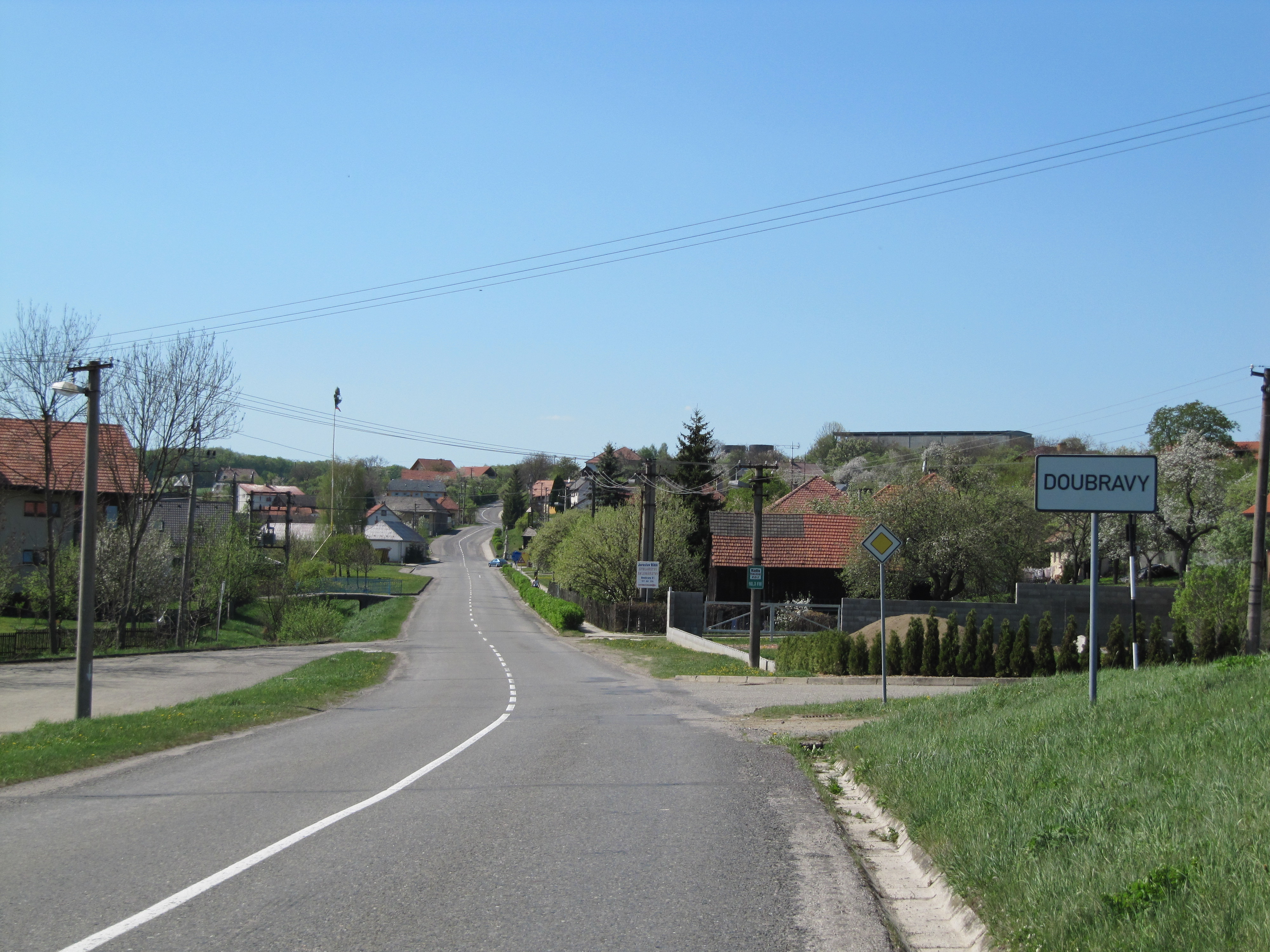
Hlavní ulice
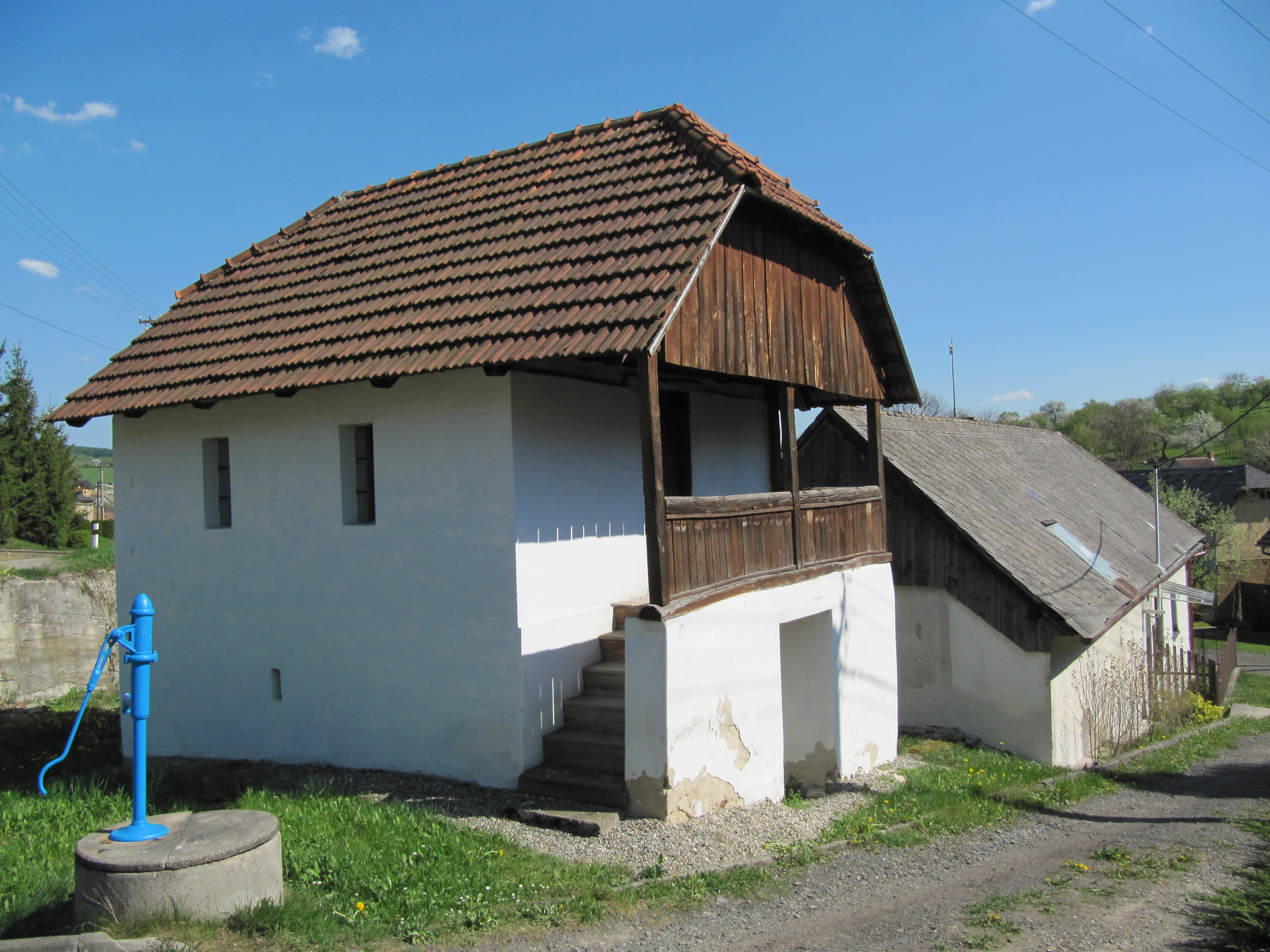
Památkově chráněná komora u domu č. p. 21
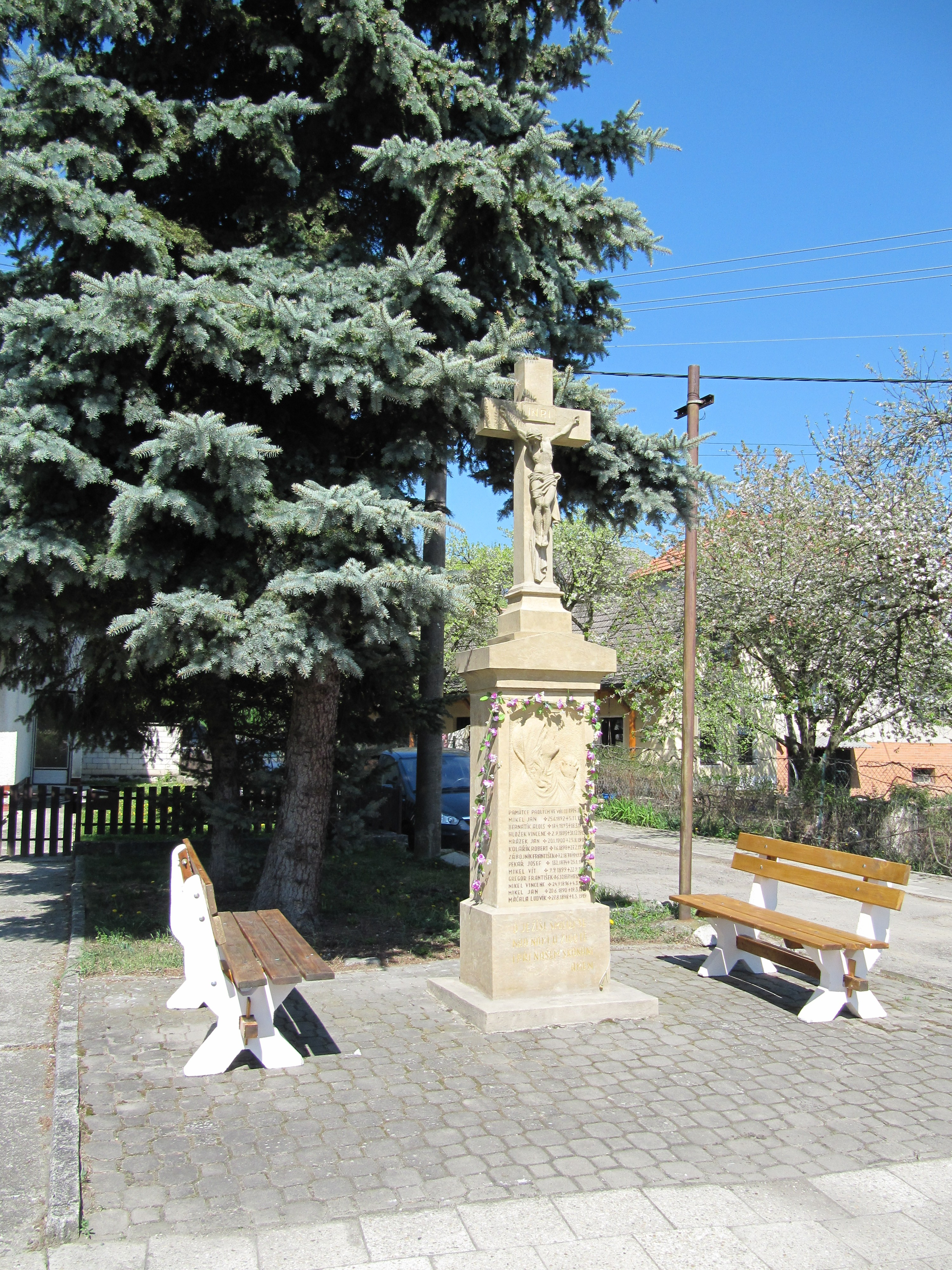
Pomník obětem první světové války